# Hermann Motschach
Hermann Motschach (geboren als Hermann Motschenbacher; * 16. Februar 1926 in Bamberg; † 30. Oktober 2016 in Hamburg) war ein deutscher Schauspieler, Übersetzer, Hörspielautor und –sprecher.

## Leben und Wirken
Motschach besuchte die Deutsche Schauspielschule in München unter Martin Hellberg. Er hatte dann Engagements an Theatern in Tübingen, Kassel und Koblenz, am Deutschen Theater Göttingen unter Heinz Hilpert, in Freiburg, Dortmund, Essen und Mannheim. Ab Mitte der 1970er Jahre schrieb er für den Südwestfunk Hörspielbearbeitungen und Übersetzungen. Unter anderem übersetzte er 23 Dramen William Shakespeares. Als Autor und Sprecher war er an 220 Hörspielsendungen beteiligt. Für sein Hörspiel Midas. Oder die Auferstehung des Fleisches (in der Regie von Andreas Weber-Schäfer) wurde er 1992 mit dem Kurd-Laßwitz-Preis im Bereich Hörspiel ausgezeichnet.

## Filmografie
- 1954: Was ihr wollt (Fernsehfilm)
- 1956: Herr Hesselbach und die Firma
- 1964: König Hirsch (Fernsehfilm)
- 1970: Das Verhör von Habana – Ein Selbstbildnis der Konterrevolution (Fernsehfilm)
- 1971: Ankje und das Schiff in der Flasche (Fernsehfilm)
- 1983: Landluft (Fernsehserie); Folge: Eigener Herd ist Goldes wert
- 1986: Der Flieger

## Hörspiele (Auswahl)
Autor:
- 1979: Der verschwundene Brief. Nach der Erzählung von Edgar Allan Poe – Regie: Thomas Köhler (Hörspielbearbeitung, Kriminalhörspiel – SWF)
- 1981: Starnie (2 Teile) – Bearbeitung und Regie: Herbert Lehnert (Mundarthörspiel – BR/SFB)
- 1982: Spiel mit dem Tod. Nach der Erzählung Das Drama im Haus am Meer von Charles E. Perron – Regie: Thomas Köhler (Hörspielbearbeitung, Kriminalhörspiel – SWF)
- 1983: Bei 5 Millionen hört die Liebe auf – Regie: Thomas Köhler (Original-Hörspiel, Kriminalhörspiel – SWF)
- 1984: Revanche – Regie: Sigurd König (Kurzhörspiel – SDR)
- 1985: Das Leben ist ein Schritt zum Tod – Regie: Sigurd König (Hörspiel – SDR)
- 1985: Countdown – Regie: Sigurd König (Hörspiel – SDR)
- 1985: Ein superschlaues Ding – Regie: Sigurd König (Hörspiel – SDR)
- 1986: Rippchen mit Orgel – Regie: Sigurd König (Kurzhörspiel – SDR)
- 1987: Später Besuch – Regie: Sigurd König (Hörspielbearbeitung, Kriminalhörspiel, Kurzhörspiel – SDR)
- 1988: Mit Co-Autor Oscar Wilde: Ein wahrer Freund – Regie: Thomas Köhler (Hörspielbearbeitung – SWF)
- 1990: Meistersinger – nicht von Wagner (auch Sprecher: Vogelsang) – Bearbeitung und Regie: Christian Stelzer (Hörspiel – BR)

Sprecher:
- 1963: Alfred Andersch: Vergebliche Brautschau (Kellner) – Regie: Gerd Beermann (Originalhörspiel – SWF/RB)
- 1963: Soma Morgenstern: Die Blutsäule oder: Zeichen und Wunder am Sereth (Mechzio, der Partisan) – Bearbeitung und Regie: Heinz von Cramer (Hörspielbearbeitung – SWF/NDR)
- 1964: Bernard Kops: Die finsteren Zeiten (Buchmacher) – Regie: Michael Bakewell, Peter Michel Ladiges (Originalhörspiel – SWF/BBC)
- 1966: Jeremias Gotthelf: Die schwarze Spinne (1. Teil) – Regie: Wolfgang Leppert (Hörspielbearbeitung – SWF)
- 1968: Jules Verne: Die 500 Millionen der Begum – Regie: Otto Düben (Hörspielbearbeitung, Science-Fiction-Hörspiel – WDR)
- 1971: Ephraim Kishon: Gott Pomerantz – oder Der Ball des Anstoßes (Übersetzung; Sprecher: Direktor C) – Regie: Otto Kurth (Hörspiel – RB/SDR)
- 1973: Walter Robert Fuchs: Science Fiction als Radiospiel: Hundeplanet Terra (Hubert) – Regie: Andreas Weber-Schäfer (Originalhörspiel, Science-Fiction-Hörspiel – SDR)
- 1978: Elisabeth Wäger-Häusle: Wenn Du mich lieb hast, geht’s (Polizeihauptmeister) – Regie: Ursula Langrock (Originalhörspiel, Kriminalhörspiel – SWF)
- 1978: Jörg von Liebenfelß: Das Monument der Harmonie (Planetenbummler) – Regie: Andreas Weber-Schäfer (Originalhörspiel, Science-Fiction-Hörspiel – SDR)
- 1978: Yao Hsüeh Yin: Chinesische Woche: Li Dzö-Tscheng sichert die Steintorfeste (Eisenochse) – Regie: Peter Michel Ladiges (Originalhörspiel – SWF/Radio Peking)
- 1979: Horst Zahlten: Ruhe sanft! (Mann im Hofbräuhaus) – Regie: Andreas Weber-Schäfer (Originalhörspiel, Kurzhörspiel, Science-Fiction-Hörspiel – SDR)
- 1979: Jan Weiss: Science Fiction als Radiospiel: Babel 1929 – Die Abenteuer eines Traumdetektivs (Haus der tausend Stockwerke) (Sprecher) – Regie: Andreas Weber-Schäfer (Hörspielbearbeitung, Science-Fiction-Hörspiel, Kriminalhörspiel – SDR)
- 1980: Hadrian Rogers: Aus Studio 13: Motive für einen Mord. Kriminalstück (Constable) – Regie: Andreas Weber-Schäfer (Originalhörspiel, Kriminalhörspiel – SDR)
- 1980: Max Rudolf: Ein Oberst mit Zahnweh (Dr. Theodore Quevedo) – Regie: Andreas Weber-Schäfer (Science-Fiction-Hörspiel – SDR)
- 1980: Otto Ludwig: Die Heiterethei (Sprecher) – Regie: Herbert Lehnert (Hörspielbearbeitung – BR)
- 1981: Wilhelm Staudacher: Von Mensch zu Mensch. Hörspiel in fränkischer Mundart – Regie: Herbert Lehnert (Originalhörspiel, Mundarthörspiel – BR)
- 1986: Wolfram Tauberfrank: Bayerische Szene: Der Fall Rohrbacher (1. Arbeiter) – Regie: Herbert Lehnert (Originalhörspiel – BR)

Bearbeitung (Wort):
- 1979: Anton Pawlowitsch Tschechow: Der rätselhafte Tod des Mark Iwanowitsch – Regie: Thomas Köhler (Hörspielbearbeitung, Kriminalhörspiel – SWF)
- 1980: Robert Louis Stevenson: Die Hörbude: Der Flaschendämon. Funkerzählung – Regie: Thomas Köhler (Hörspielbearbeitung – SWF)
- 1981: Friedrich Hebbel: Die Hörbude: Die Obermedizinalrätin – Regie: Thomas Köhler (Hörspielbearbeitung, Kurzhörspiel – SWF)
- 1982: Hans Sachs: Die Hörbude: Der Naseweise oder Jäcklein und Löschhorn – Regie: Roland Seiler (Hörspielbearbeitung – SWF)
- 1982: Gotthold Ephraim Lessing: Geschichte eines Wolfs – Regie: Thomas Köhler (Hörspielbearbeitung, Kurzhörspiel – SWF)
- 1982: O. Henry: Die Hörbude: Black Bills Versteck – Regie: Thomas Köhler (Hörspielbearbeitung – SWF)
- 1982: Anton Pawlowitsch Tschechow: Die Hörbude: Belikoff – Regie: Lilo Külp (Hörspielbearbeitung – SWF)
- 1984: Jesse Peel: Lebenselixier – Regie: Sigurd König (Hörspielbearbeitung, Science-Fiction-Hörspiel – SDR)
- 1985: H. G. Wells: Gehversuche – Regie: Sigurd König (Hörspielbearbeitung – SDR)
- 1987: Robert Silverberg: Science Fiction als Radiospiel: Endstation Kambrium – Regie: Claus Villinger (Hörspielbearbeitung, Science-Fiction-Hörspiel – SDR)
- 1988: James Holding: Der Smaragd des Medici – Regie: Sigurd König (Hörspielbearbeitung, Kurzhörspiel – SDR)
- 1989: Ludwig Thoma: Volkslieder – Regie: Sigurd König (Hörspielbearbeitung, Kurzhörspiel – SDR)
- 1991: Wolfgang Jeschke: Science Fiction als Radiospiel: Midas. Oder die Auferstehung des Fleisches (Bearbeitung gemeinsam mit Andreas Weber-Schäfer) – Regie: Andreas Weber-Schäfer (Hörspielbearbeitung, Science-Fiction-Hörspiel – SWF)
  - Auszeichnung: Kurd-Laßwitz-Preis 1992
- 1992: Michael F. Flynn: Science Fiction als Radiospiel: Eifelheim – Regie: Andreas Weber-Schäfer (Hörspielbearbeitung, Science-Fiction-Hörspiel – SDR)
- 1995: H. P. Lovecraft: Phantastik aus Studio 13: Innsmouth – Regie: Andreas Weber-Schäfer (Hörspielbearbeitung – SDR)
- 1996: Gustav Meyrink: Phantastik aus Studio 13: Der Golem (3 Teile) – Regie: Andreas Weber-Schäfer (Hörspielbearbeitung, Science-Fiction-Hörspiel – SDR)
- 1998: Karl Hans Strobl: Phantastik Aus Studio 13: Der Atem der Katechana – Regie: Andreas Weber-Schäfer (Hörspielbearbeitung – SDR)
- 2000: Nancy Kress: Siebenunddreißig ist alles billiger – Regie: Marina Dietz (Hörspielbearbeitung, Science-Fiction-Hörspiel – BR)